# ۱۸۴ (قمری)
۱۸۴ (قمری)، صد و هشتاد و چهارمین سال در گاهشماری هجری قمری است. اول محرم این سال برابر با پنجم فوریه سال ۸۰۰ میلادی است.

## وابسته
- اغلبیان